# Честмір Патцель
Честмір (Еренфрід) Патцель (чеськ. Čestmír (Ehrenfried) Patzel, 2 грудня 1914, Карбіц, Австро-Угорщина — 8 березня 2004, Бюдінген, Німеччина) — чехословацький, згодом німецький, футболіст, що грав на позиції воротаря за клуби «Тепліцер», «Карл Цейс» та «Кікерс» (Оффенбах), а також національну збірну Чехословаччини.

## Клубна кар'єра
У футболі дебютував 1932 року виступами за команду клубу «Тепліцер», в якій провів сім сезонів. 
Своєю грою за цю команду привернув увагу представників тренерського штабу клубу «Карл Цейс», до складу якого приєднався 1939 року. Відіграв за клуб з Єни наступні три сезони своєї ігрової кар'єри.
1942 року перейшов до клубу «Кікерс» (Оффенбах), за який відіграв 6 сезонів. Завершив професійну кар'єру футболіста у 1948 році.

## Виступи за збірну
1934 року дебютував в офіційних матчах у складі національної збірної Чехословаччини. Протягом кар'єри у національній команді, яка тривала 2 роки, провів у її формі 4 матчі, пропустивши 7 голів.
Був присутній в заявці збірної на чемпіонаті світу 1934 року в Італії, але на поле не виходив.
Помер 8 березня 2004 року на 90-му році життя.

## Титули і досягнення
- Віце-чемпіон світу: 1934